# Karen van Oudenhoven
Karen van Oudenhoven-van der Zee (Groningen, 25 mei 1966) is vanaf 1 oktober 2022 directeur van het Sociaal en Cultureel Planbureau (SCP). Zij volgde Kim Putters op en ze is daarmee de eerste vrouw die de functie van directeur bekleedt bij het SCP.
Prof. dr. K.I. (Karen) van Oudenhoven-van der Zee was de afgelopen jaren werkzaam als conrector en decaan van de Faculteit Sociale Wetenschappen aan de Vrije Universiteit in Amsterdam. Ze combineerde deze functies met een leerstoel Interculturele Competentie. Eerder bekleedde zij functies als decaan aan de Universiteit Twente en als directeur van het Instituut voor Integratie en Sociale Weerbaarheid van de Rijksuniversiteit Groningen. Ook is ze medeoprichter en voorzitter van het initiatief ‘Meer Kleur aan de Top’, een initiatief van de VU en zes grote Nederlandse werkgevers en adviseert ze onder andere het Rijksmuseum en meerdere departementen op het gebied van diversiteitsbeleid.
Karen van Oudenhoven-van der Zee studeerde Psychologie, met de specialisaties Persoonlijkheidspsychologie en Arbeids- en Organisatiepsychologie, aan de Rijksuniversiteit Groningen (RUG). Ze promoveerde op onderzoek naar verwerking van chronische ziekte en kwaliteit van leven, eveneens aan de RUG. 
Ter gelegenheid van het 50-jarig bestaan van het Sociaal en Cultureel Planbureau (SCP) schreef zij het essay 50 jaar SCP: Op weg naar een empathische en veerkrachtige overheid.
In april 2023 werd Van Oudenhoven benoemd tot bijzonder hoogleraar Maatschappelijke Veerkracht aan de Vrije Universiteit Amsterdam. De leerstoel bij de afdeling Organisatiewetenschappen van de Faculteit der Sociale Wetenschappen wordt ingesteld en gefinancierd door het Sociaal en Cultureel Planbureau (SCP). Diezelfde maand werd zij ook benoemd als bestuurslid van het Oranje Fonds.   
Van Oudenhoven is een dochter van de gerenommeerde tv-journalist Johan van der Zee (1943-2018), reportagemaker bij Omrop Fryslân en redacteur Friesland bij Van Gewest tot Gewest. 